# کتاب سرخ سرحد غربی

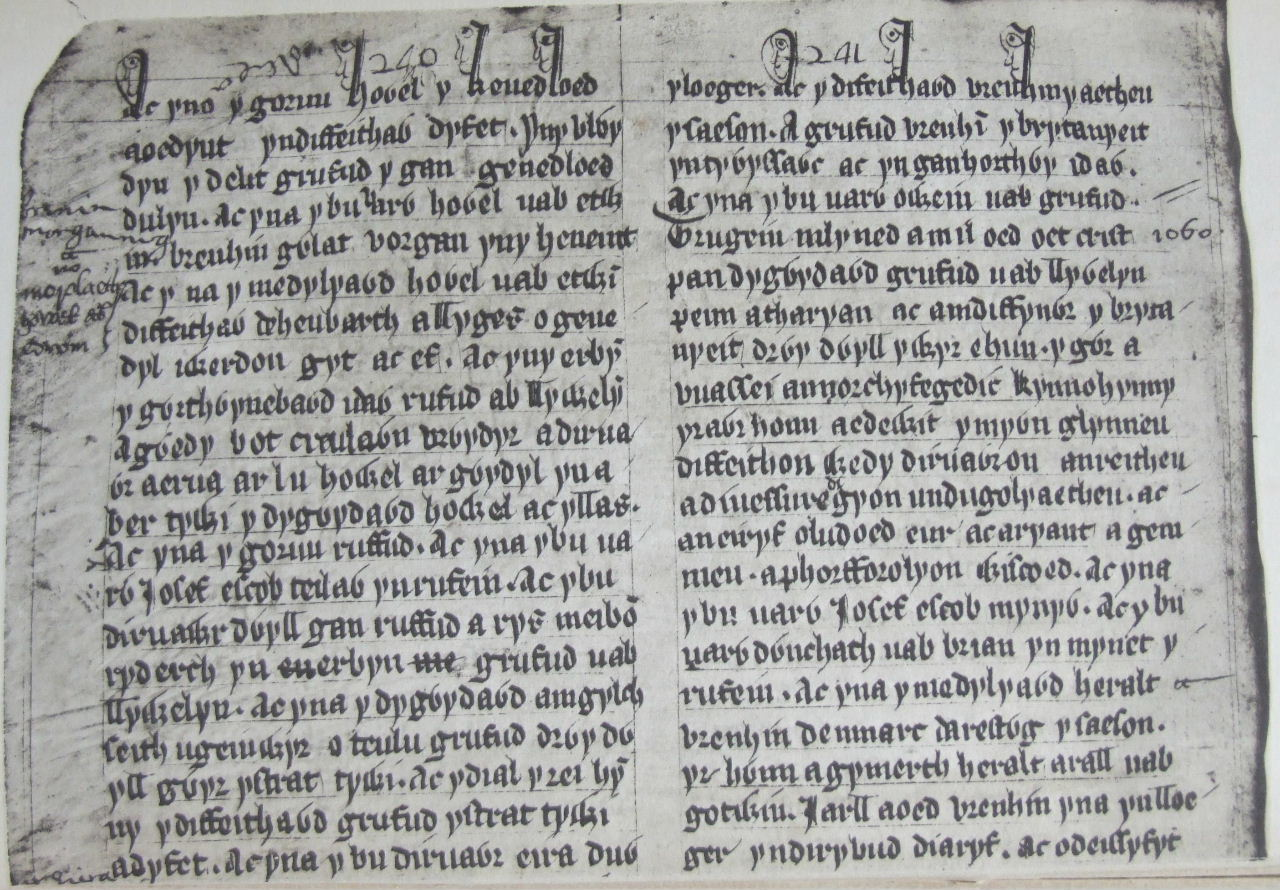
کتاب سرخ سرحد غربی

کتاب سرخ سرحد غربی  نسخه‌ای خطی است حاوی متن داستان‌های هابیت و ارباب حلقه‌ها و داستان های دیگر که تالکین در پیشگفتار و ضمیمه‌های ارباب حلقه‌ها بارها از آن نام می‌برد. در صفحهٔ عنوان «کتاب سرخ» آمده، این نوشته‌ها «خاطرات بیلبو و فرودوی اهل شایر است به همراه گفته‌های دوستانشان و همچنین معرفت فرزانگان».
عنوان «کتاب سرخ» تقلیدی است از نسخ خطی واقعی قرون‌وسطایی همچون «کتاب سپید ریدِرک».
در تاریخچهٔ مستندی که تالکین برای ارباب حلقه‌ها می‌سازد، خودِ او گردآورنده/مترجم تمام آثاری است که به نامش منتشر شده‌اند، ولی مؤلف آن‌ها نیست. در حقیقت، او ادعا می‌کند که این داستان پیش‌تر نوشته شده بود و او صرفاً آن را نقل می‌کند.
ظاهراً بیلبو نوشتن رمان هابیت را به پایان می‌برد؛ نشانه‌های اشتیاق او به فرجام در آن نمایان است. با این حال او (همان‌طور که پیش‌تر فرض کرده بود) «چند فصل دیگر» را، که تشکیل‌دهندهٔ رمان ارباب حلقه‌ها است، نمی‌نویسد. بیلبو کتاب سرخ را به فرودو می‌دهد و او پس از بازگشت به بَگ‌اِند، نوشتن آن را ادامه می‌دهد و «تقریباً به پایان می‌بردش» و پس از آن راهیِ «گرِی هِیوِنز» می‌شود. اما حتی فرودو نیز آن را تکمیل نمی‌کند و نوشتن «چند صفحهٔ آخر» را به سم می‌سپارد. این امر باعث می‌شود رمان ارباب حلقه‌ها درون قاب خود سه نویسنده داشته باشد و مسئولیت کل اثر بر دوش هیچ‌کدام از آن‌ها نباشد، زیرا هریک از آن‌ها چند مؤلف دیگر را نیز به رسمیت می‌شناسد.